# Плєхов Микола Дмитрович
Мико́ла Дми́трович Плє́хов (1 травня 1902, Алчевськ — 9 січня 1969, Київ) — український радянський архітектор, доцент (1946), кандидат технічних наук (1952), професор (1966), член-кореспондент Академії будівництва і архітектури УРСР (1958).

## Біографія
Народився 1 травня 1902 року в місті Алчевську. У 15 років пішов добровольцем в Червону Армію в батальйон, яким командував Пархоменко.
Закінчивши інженерно-будівельний факультет Харківського технологічного інституту, працює у ряді організацій Харкова:
- з 1930 по 1934 рік — у Всеукраїнському науково-дослідницькому інституті споруд;
- з 1934 року — в Харківському інженерно-будівельному інституті, деканом архітектурного факультету.

В 1943—1944 роках займався проектуванням та спорудженням мостів через Дніпро і Тису.
У 1944 році Микола Плєхов переїздить до Києва, стає ректором Київського інженерно-будівельного інституту, одночасно керує кафедрою архітектурних конструкцій. У 1953 році захищає кандидатську дисертацію. 
З грудня 1954 по вересень 1955 року — начальник Управління у справах архітектури Ради Міністрів УРСР. З жовтня 1955 по вересень 1956 року — 1-й заступник голови і член Державного Комітету Ради Міністрів УРСР у справах будівництва та архітектури. При цьому Плєхов не залишає КІБІ, а продовжує працювати над створенням об'ємно-блокового житлового будівництва. 
З 1957 року Миколу Дмитровича призначають директором Науково-дослідного інституту будівельних конструкцій (НІІБК), а в 1958 році — членом-кореспондентом Академії будівництва і архітектури УРСР. У 1966 році Микола Плєхов одержав вчене звання професора. 
Помер 9 січня 1969 року. Похований в Києві на міському кладовищі «Берківці» (ділянка №31).